# 金孢菌寄生
金孢菌寄生（學名：Hypomyces chrysospermus），俗稱牛肝菌進食者（bolete eater）和牛肝菌黴菌（bolete mould），是一種以寄生形式生長的子囊菌门真菌，其宿主為牛肝菌。這種真菌會將宿主的顏色變為淡白色、金黃色或棕褐色。這種真菌廣泛地分佈於歐洲和北美，以及西澳大利亞州西南部。與相關的泌乳菌寄生不同，這種真菌不宜食用。

## 分類
金孢菌寄生是於1860年首次獲法國真菌學家兄弟路易·勒內·圖拉斯內和查爾斯·圖拉斯內描述的。其學名源自拉丁文詞彙「chryse-」和「sperma」。「chryse-」意思是「金黃色」，而「sperma」意思則是「種子」。結合起來就是「金黃色種子」，在真菌學中則指「金孢」，指的是其金黃色的孢子。其俗稱包括牛肝菌進食者和牛肝菌黴菌。
金孢菌寄隸屬於寄生子囊菌门，子囊菌门下的每個物種都會感染不同種類的真菌。例如，泌乳菌寄生的宿主為红菇科真菌，黄麻菌寄生和变形菌寄生的宿主為乳牛肝菌属真菌，黑果菌寄生的宿主為粉孢牛肝菌屬真菌，而其他菌寄生屬真菌則有更多種類的宿主。

## 描述

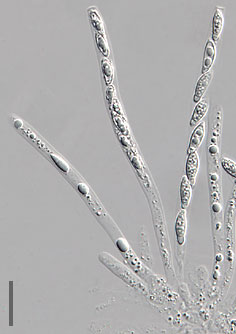
子囊和孢子

金孢菌寄生會寄生牛肝菌。起初，這種真菌會令牛肝菌表面蓋上一層薄薄的白膜。這層白膜漸漸會變成金黃色，最後變成紅棕色的粒狀表面。在寄生的第三階段中，牛肝菌的菌肉會軟化和腐爛。單個或多個牛肝菌可能同時被感染，而桩菇菌属和须腹菌属真菌有時候亦會成為這種真菌的宿主。
其子囊孢子呈橢圓形，在白色階段是平滑的，其大小為10–30 x 5–12微米。在金黃色階段是疣狀的，其直徑為10–25微米。這兩個階段是無性的，而最終階段則是有性的。紅棕色階段是紡錘狀的，其大小為25–30 x 5–6微米。

## 分佈及生境
金孢菌寄生廣泛地分佈於北美和歐洲。這種真菌亦會在西澳大利亞西南部出現。它們通常會在森林和沿海植物群中出現。

## 可食性
與相關的泌乳菌寄生不同，金孢菌寄生是不可食用的，並且可能是有毒性的。